# Madambakkam
Madambakkam è una suddivisione dell'India, classificata come town panchayat, di 16.556 abitanti, situata nel distretto di Kanchipuram, nello stato federato del Tamil Nadu. In base al numero di abitanti la città rientra nella classe IV (da 10.000 a 19.999 persone).

## Geografia fisica
La città è situata a 12° 51' 9 N e 80° 2' 48 E e ha un'altitudine di 28 m s.l.m..

## Società

### Evoluzione demografica
Al censimento del 2001 la popolazione di Madambakkam assommava a 16.556 persone, delle quali 8.324 maschi e 8.232 femmine. I bambini di età inferiore o uguale ai sei anni assommavano a 1.540, dei quali 770 maschi e 770 femmine. Infine, coloro che erano in grado di saper almeno leggere e scrivere erano 13.500, dei quali 7.063 maschi e 6.437 femmine.